# لوی ترن
لوی ترن (به انگلیسی: Levy Tran) متولد ۱۶ نوامبر ۱۹۸۳، بازیگر و مدل زن آمریکایی است که بیشتر برای بازی در نقش رونیک در فیلم اولین پاکسازی، دسی نگوین در سریال مک‌گیور و بازی در بی‌مصرف‌ها ۴ شناخته می‌شود.

## زندگی شخصی
لوی در ۱۶ نوامبر ۱۹۸۳ در سن خوزه، کالیفرنیا از پدر و مادر ویتنامی متولد شد. او می‌تواند انگلیسی و ویتنامی صحبت کند. او پس از فارغ‌التحصیلی از دبیرستان، مدرک لیسانس خود را در زمینه رشد کودک و نوجوان دریافت کرد و در عین حال در ریاضیات هم تحصیل کرد.